# Damen Interceptor
Damen Interceptor je lodní třída vysokorychlostních hlídkových člunů vyvinutých nizozemskou loděnicí Damen Group. Mezi jejich úkoly patří hlídkování, pronásledování jiných plavidel, potírání pašeráctví a terorismu. Základními variantami jsou 11metrový Damen Interceptor 1102 (DI 1102) a 15metrový Damen Interceptor 1503 (DI 1503).

## Konstrukce

### Damen Interceptor 1503
Délka trupu 14,57 metrů. Trup je vyroben z kompozitů a nástavba ze slitin hliníku. Kromě šesti členů posádky mohou převážet až 10 dalších osob (při nízkých rychlostech). Pohonný systém tvoří tři diesely Marinediesel Sweden VGT-32, každý o výkonu 373 kW, pohánějící tři lodní šrouby Konrad 660. Nejvyšší rychlost přesahuje 60 uzlů. Dosah je 155 námořních mil při rychlosti 55 uzlů.

### Damen Interceptor 1102
Délka trupu 10,97 metrů. Nejvyšší rychlost přesahuje 55 uzlů.

## Uživatelé
- Honduras – Pobřežní stráž roku 2013 objednala šest člunů DI 1102.[2]

- Maroko – Marocké královské námořnictvo objednalo v prosinci 2015 celkem pět člunů DI 1503. Zakázka bude splněna na počátku roku 2017.[1]

- Panama – roku 2017 převzala čtyři čluny DI 1102.[3]

- Trinidad a Tobago – Pobřežní stráž roku 2015 objednala šest člunů DI 1102.[4]

- Venezuela – Venezuelské námořnictvo roku 2014 objednalo 18 člunů DI 1102.[2]